# Mohammed Samadi
Mohammed Aziz Samadi (arab. ‏محمد صمدي‎; ur. 21 marca 1970 w Rabacie) – były marokański piłkarz grający na pozycji napastnika.

## Kariera klubowa
Mohammed Samadi podczas Mistrzostw Świata 1994 był zawodnikiem marokańskiego klubu FAR Rabat.

## Kariera reprezentacyjna
W reprezentacji Maroka grał w latach dziewięćdziesiątych. W 1992 uczestniczył w Igrzyskach Olimpijskich w Barcelonie, na którym Maroko odpadło już w fazie grupowej.
W 1993 roku uczestniczył w zakończonych sukcesem eliminacjach do Mistrzostw Świata 1994.
Na Mundialu w USA Mohammed Samadi w przegranych meczach z reprezentacją Holandii i reprezentacją Belgii.